# Pont Cheïkh Rashid bin Saeed
 (Décembre 2023).

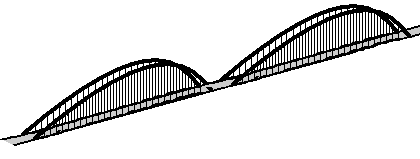
Une vue d'artiste de ce que pourrait être ce pont.

Le pont Cheïkh Rashid bin Saeed est un pont en arc de type bow-string qui doit franchir le khor Dubaï à Dubaï aux Émirats arabes unis, dont la construction doit commencer en mars 2008 et se terminer en 2012.
Le pont reliera les localités d'Al Jaddaf et Bur Dubaï.
Le coût présumé de sa construction est de 3 milliards de dirhams.

## Pont Rashid bin Saeed Al Maktoum
Son nom a été donné en hommage au Cheikh Rashid ben Saeed Al Maktoum, ancien émir de Dubaï pendant 32 ans, qui fut Vice-Président et Premier ministre des Émirats arabes unis de 1979 à 1990.
 
Il a été désigné aussi comme étant la « sixième traversée » car il existe avant sa construction quatre ponts et un tunnel.

## Caractéristiques
Il mesurera environ 1 700 m (en deux portées), ce qui en fera le plus long pont en arc du monde. L'arc ouest culminera à 205 m de hauteur et s'étendra sur 665 m de long.
Son design doit rappeler la forme des dunes, très présentes à Dubaï, et des vagues.
Il portera six voies de circulation automobile dans chaque sens, en plus d'une ligne de métro, placée au centre.